# Gwarek Zabrze

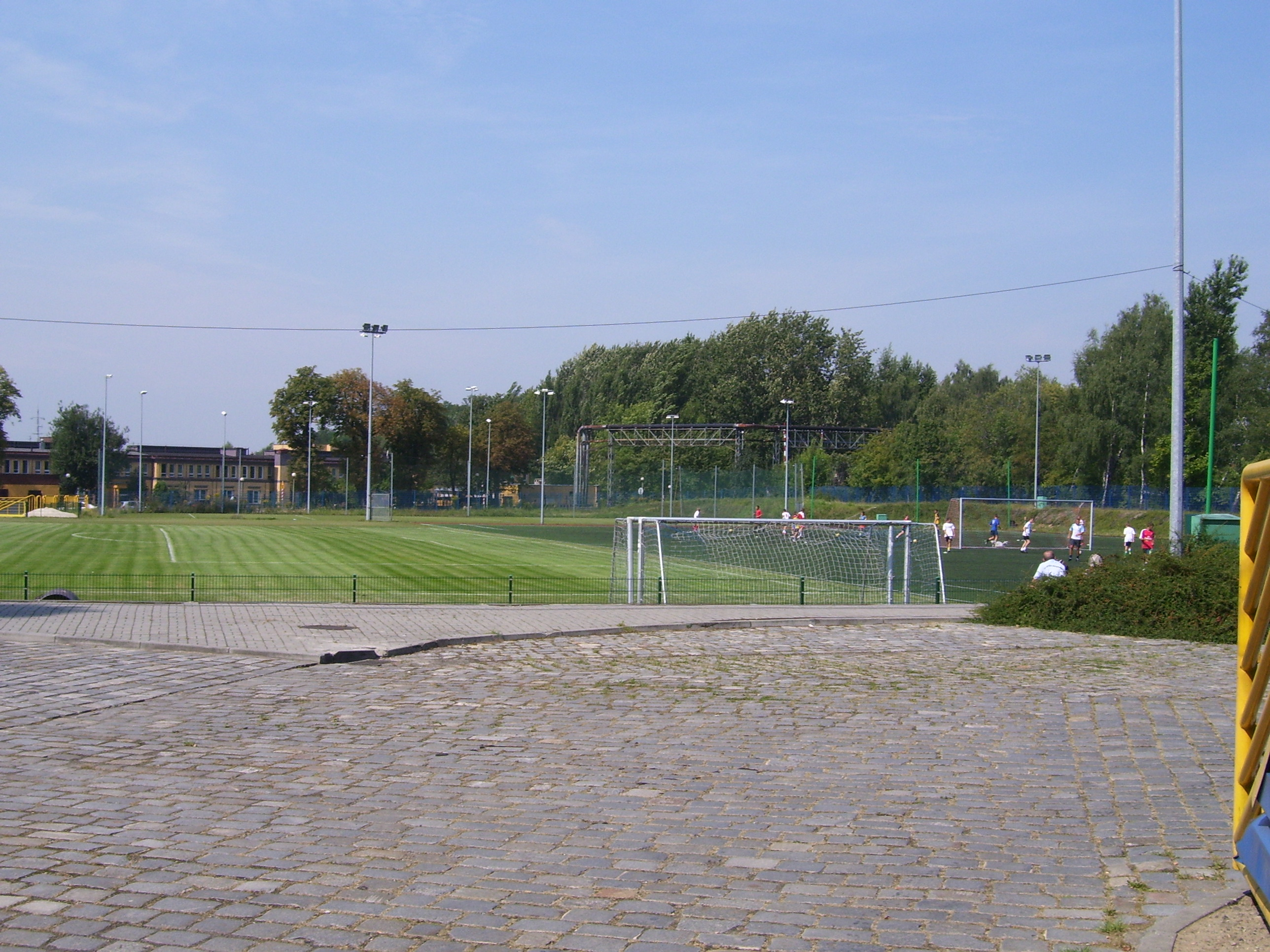
Murawa stadionu Gwarka

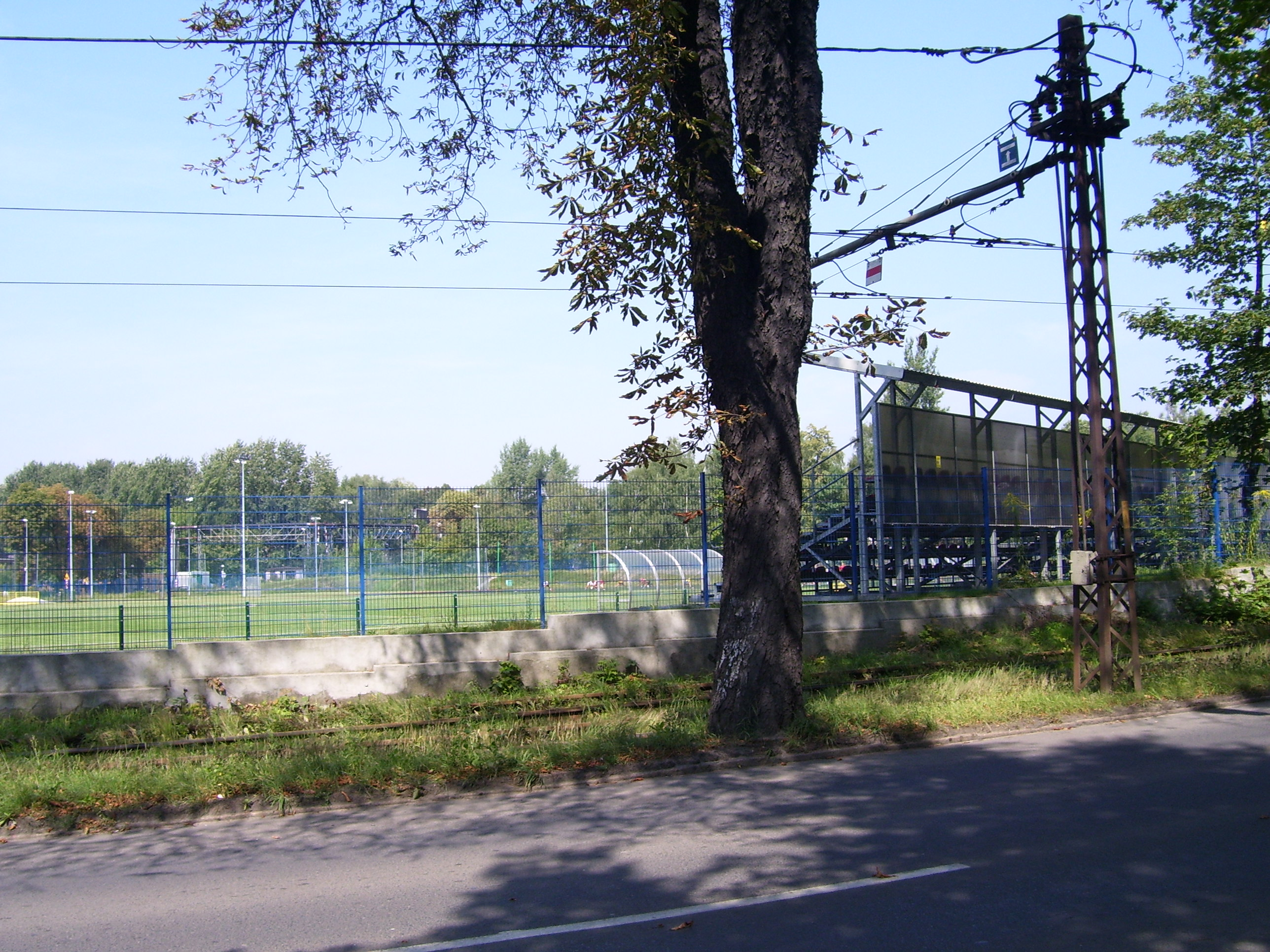
Stadion Gwarka Zabrze

Szkolny Klub Sportowy Gwarek Zabrze – polski klub piłkarski z Zabrza. Dwukrotny mistrz Polski juniorów starszych (2003 i 2006) oraz mistrz juniorów młodszych (2002). Klub utworzony został 12 czerwca 1974 roku. Poza drużynami w ligach juniorskich klub posiada drużynę seniorów występującą w sezonie 2024/2025 w klasie okręgowej.
W 2008 roku klub został laureatem Nagrody im. Wojciecha Korfantego przyznawanej przez Związek Górnośląski.

## Byli piłkarze klubu
- Tomasz Cywka
- Adam Danch
- Dawid Jarka
- Kamil Kosowski
- Marcin Kuźba
- Piotr Gierczak
- Łukasz Piszczek
- Tomasz Bandrowski
- Przemysław Trytko
- Marcin Sobczak
- Dariusz Jackiewicz
- Michał Probierz
- Marcin Malinowski
- Szymon Żurkowski